# ARINC 653
ARINC 653는 실시간 운영 체제와 그 위에서 동작하는 응용 프로그램 간의 인터페이스를 규정한다.
ARINC 653 규격은 AEEE에서 항공용 애플리케이션 소프트웨어를 개발하기 위한 규격이다. 한국에서는 최초로 한국전자통신연구원(ETRI)의 차세대OS연구팀에서 개발한 Qplus-653이 있으며,
항공 SW 인증 기준인 DO-178B Level A을 만족하고 있다. 현재는 알티스트라는 국내 회사가 ARINC 653 규격을 만족하는 실시간 운영체제(RTWORKS)를 자체 개발 및 판매하고 있다.
- ARINC 웹사이트

제작업체
- 한국전자통신 연구원 보관됨 2012-12-06 - 웨이백 머신
- 알티스트(RTST)

## 같이 보기
- ARINC
- DO-178B